# Plößberg

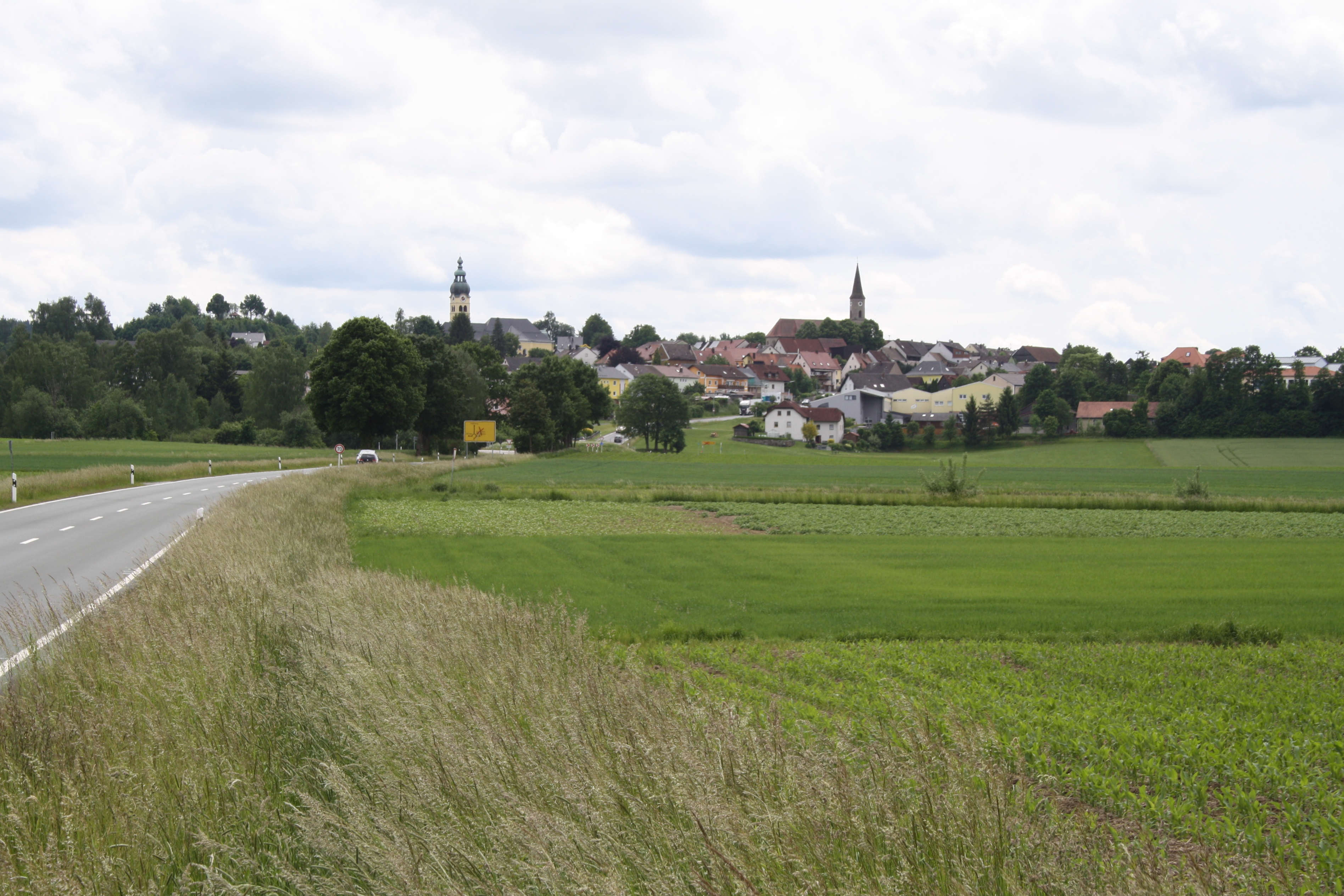
Plößberg

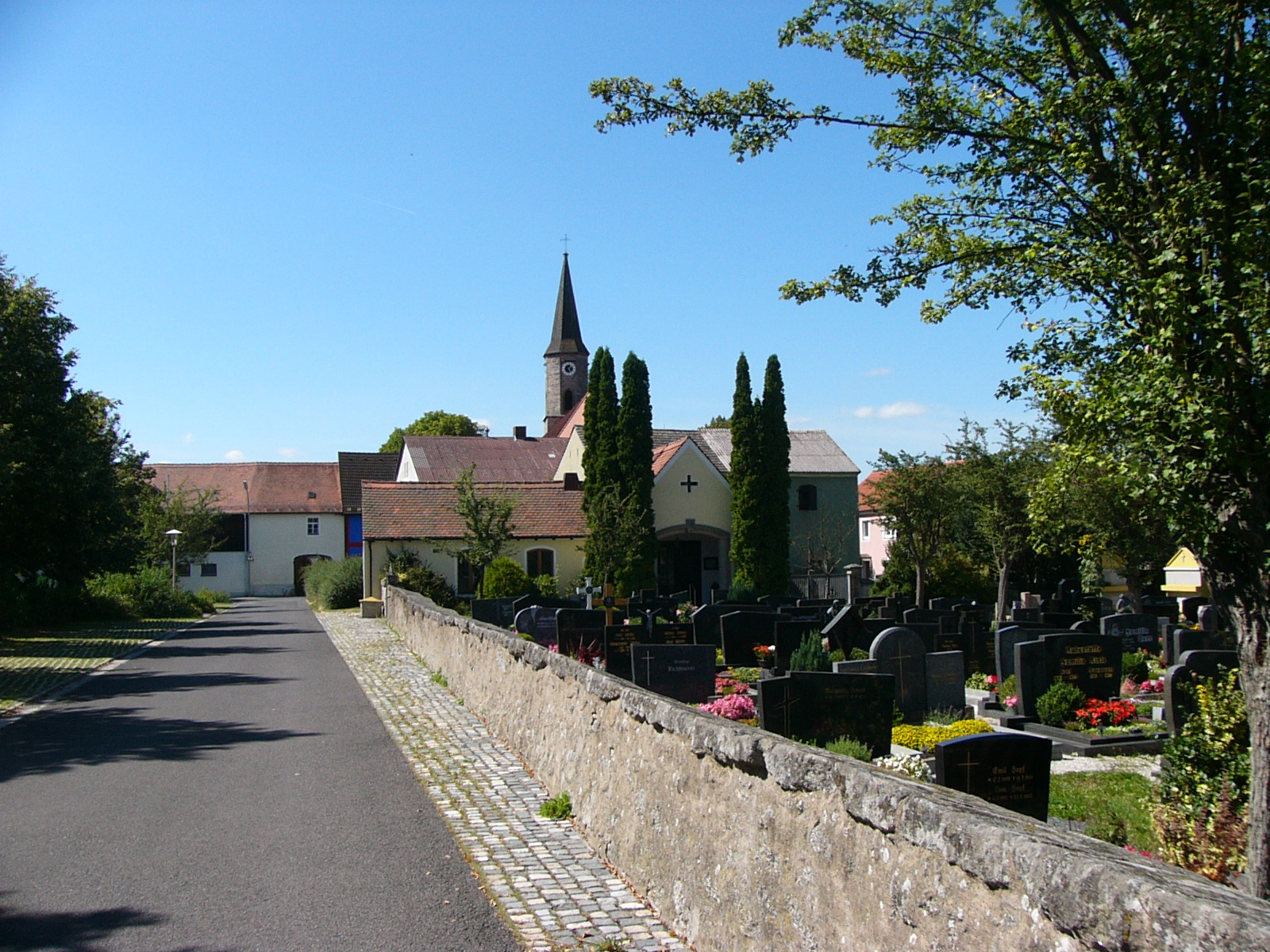
Ortsansicht von Osten

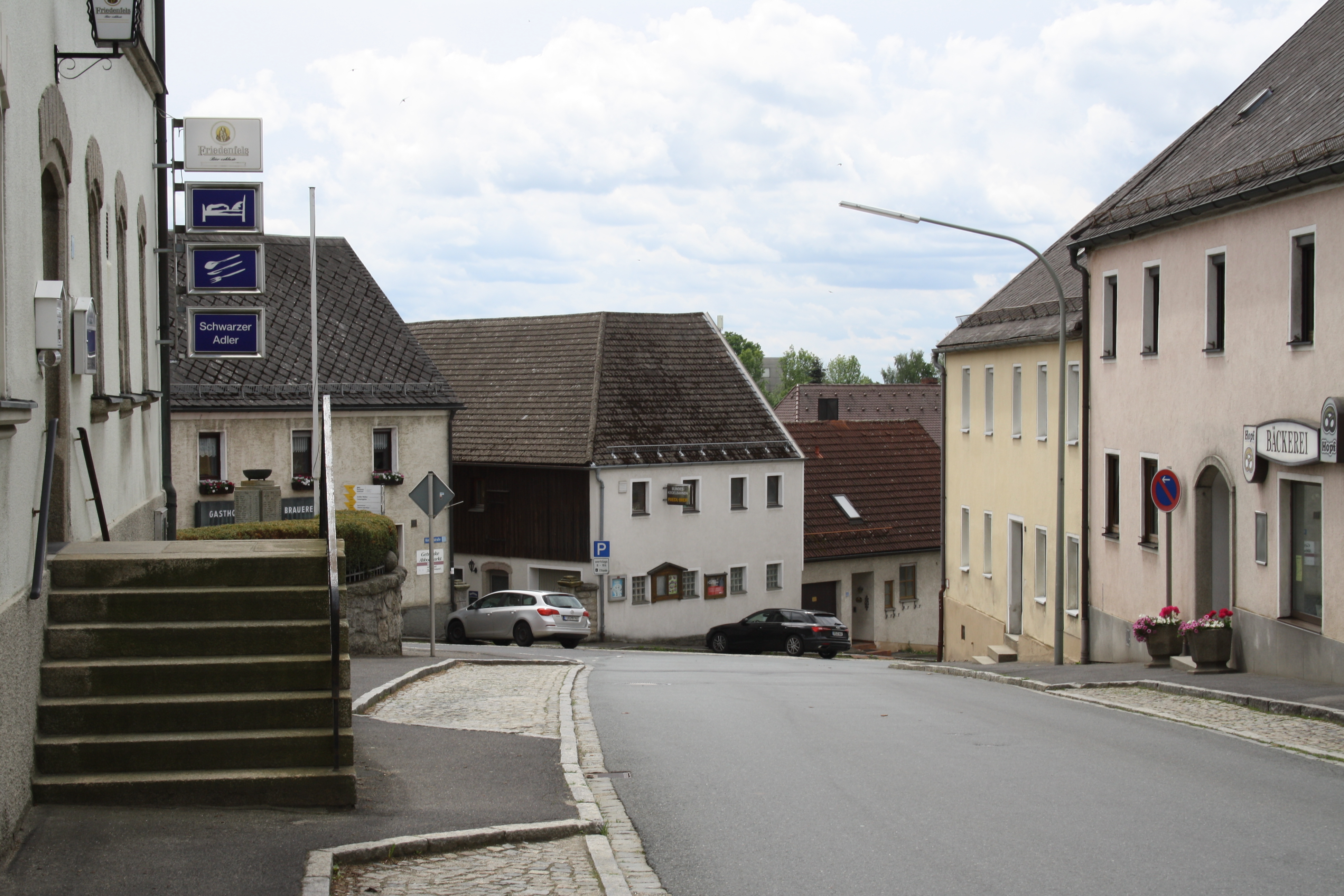
Hauptstraße

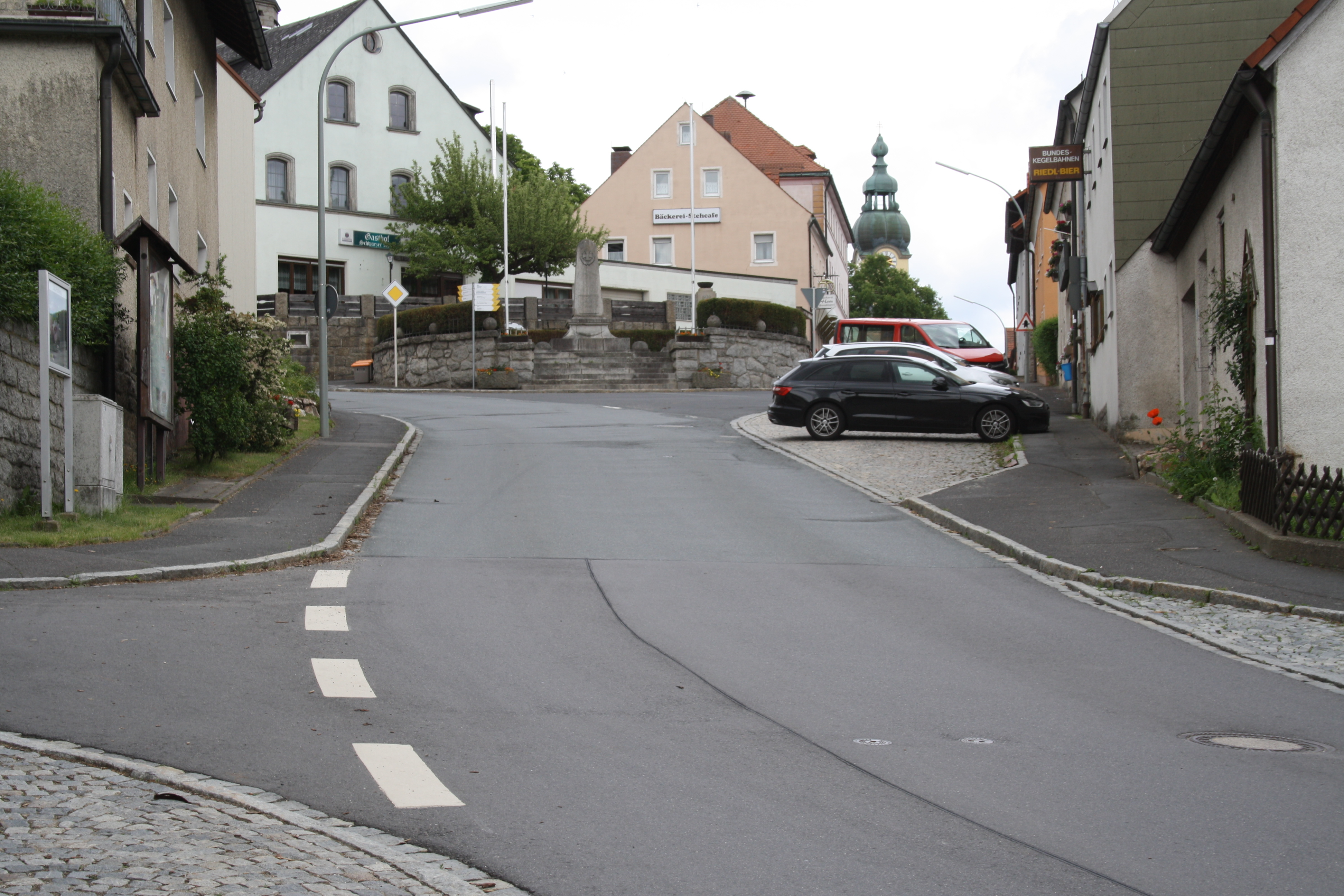
Ortsmitte mit Gefallenendenkmal

Plößberg (bairisch: Bläisberch) ist ein Markt im Oberpfälzer Landkreis Tirschenreuth. Der staatlich anerkannte Erholungsort liegt im Osten des Naturparks Oberpfälzer Wald.

## Geografie

### Nachbargemeinden
| Falkenberg 11 km         | Tirschenreuth 11 km                         |                  |
| Windischeschenbach 11 km | Kompassrose, die auf Nachbargemeinden zeigt | Bärnau 10 km     |
| Püchersreuth 6 km        | Floß 7 km                                   | Flossenbürg 6 km |

### Gemeindegliederung
Es gibt 38 Gemeindeteile (in Klammern ist der Siedlungstyp angegeben):
- Albernhof (Dorf)
- Beidl (Pfarrdorf)
- Beidlmühle (Einöde)
- Betzenmühle (Einöde)
- Bodenmühle (Weiler)
- Dreihöf (Einöde)
- Dürnkonreuth (Dorf)
- Erkersreuth (Weiler)
- Frankengut (Einöde)
- Geisleithen (Weiler)
- Geißenreuth (Einöde)
- Honnersreuth (Weiler)
- Kohlerhof (Einöde)
- Konnersreuth (Weiler)
- Krähenhaus (Weiler)
- Kriegermühle (Einöde)
- Leichau (Dorf)
- Liebenstein (Dorf)
- Neuteichhof (Einöde)
- Ödschönlind (Weiler)
- Plößberg (Hauptort)
- Prommenhof (Einöde)
- Rothhof (Einöde)
- Schafmühle (Einöde)
- Schirnbrunn (Weiler)
- Schleif (Dorf)
- Schnackenhof (Weiler)
- Schönficht (Dorf)
- Schönkirch (Kirchdorf)
- Schönthan (Dorf)
- Stein (Kirchdorf)
- Streißenreuth (Einöde)
- Waffenhammer (Einöde)
- Wildenau (Kirchdorf)
- Winkelmühle (Einöde)
- Wurmsgefäll (Weiler)
- Zankelhut (Einöde)
- Ziegelhütte (Einöde)

Es gibt die Gemarkungen Beidl (nur Gemarkungsteil 0), Betzenmühle, Hohenthan (nur Gemarkungsteil 1), Lengenfeld bei Tirschenreuth (nur Gemarkungsteil 2), Liebenstein (nur Gemarkungsteil 0), Plößberg, Schönficht (nur Gemarkungsteil 1), Schönkirch und Wildenau.

## Geschichte

### Bis zur Gemeindegründung
Der Name des Ortes wurde in der Zeit von 1124 bis etwa 1136 zum ersten Mal als „Plezperch“ urkundlich erwähnt. Im Jahr 1273 wurde er als „Plezberc“ bezeichnet, 1283 als „Plesberch“, 1493 als „Pleßberg“, 1691 als „Plössberg“ und 1820 schließlich in der heute gültigen Schreibweise des Ortsnamens. Dieser war ursprünglich ein Flurname, dessen Grundwort auf dem mittelhochdeutschen Begriff „berc“ basiert. Das Bestimmungswort geht auf den slawischen Begriff „plesb“ zurück, der so viel wie „kahle Stelle“ bedeutet.
Plößberg wurde vermutlich um 1052 besiedelt, Mitte des 12. Jahrhunderts wurde der Ort erstmals urkundlich erwähnt. Nach den Grafen von Sulzbach, dem Adelsgeschlecht der Plößberger und den Gleißenthalern, Herren von Schönkirch, wurde Plößberg nach 1350 Eigentum der böhmischen Krone. Nach 1400 waren Plößberg, Schönkirch und Wildenau böhmische Lehen in Bayern, sowie ab 1506 Teile des Herzogtums Pfalz-Neuburg. Es folgten mehrere Besitzerwechsel, Kriege und Plünderungen, vor allem während der Reformation und der Gegenreformation sowie im Dreißigjährigen Krieg. Im Mittelalter lag Plößberg an der Goldenen Straße von Nürnberg, über Bärnau und Neustadt nach Prag. Die böhmischen Rechte auf den Ort wurden erst 1805 für nichtig erklärt.
Christian August von Pfalz-Sulzbach führte 1652 das Simultaneum ein, die Gleichberechtigung bei der Nutzung der Pfarrkirchen durch Katholiken und Protestanten in seinem Herzogtum, die in Plößberg bis 1918 galt.

### Markt
Seit 1951 darf sich Plößberg Markt nennen. Seit diesem Zeitpunkt führt die Gemeinde ein eigenes Wappen.

### Eingemeindungen
Im Zuge der Gebietsreform in Bayern wurden am 1. Januar 1972 die Gemeinden Beidl, Liebenstein, Schönkirch und Wildenau eingegliedert. Am 1. Mai 1978 kamen der Großteil der Gemeinde Schönficht und Gebietsteile der aufgelösten Gemeinde Hohenthan hinzu.

### Umgliederungen
Am 1. Januar 1983 wurde Mooslohe aus dem Markt Plößberg in die Stadt Tirschenreuth umgegliedert.

### Einwohnerentwicklung
Zwischen 1988 und 2018 stagnierte bzw. sank die Einwohnerzahl von 3255 auf 3250 um 5 bzw. um 0,2 %. Am 31. Dezember 1998 hatte die Marktgemeinde 3602 Einwohner.

## Politik

### Marktgemeinderat
Die Gemeinderatswahlen seit 2014 ergaben folgende Stimmenanteile und Sitzverteilungen:
| Partei/Liste | Sitze | Sitze |
| Partei/Liste | 2020  | 2014  |
| ------------ | ----- | ----- |
| CSU          | 8     | 9     |
| SPD          | 4     | 4     |
| Freie Wähler | 4     | 3     |

### Bürgermeister
Erster Bürgermeister ist Lothar Müller von der CSU.

### Wappen
| Wappen von Plößberg | Blasonierung: „Geviert von Silber und Schwarz; in 1 und 4 je eine heraldische Lilie in verwechselten Farben.“           |
| Wappen von Plößberg | Wappenbegründung: Die Blüten verweisen auf den Grafen von Sulzbach. Das Schild verweist auf die Herren von Gleißenthal. |

## Kultur und Sehenswürdigkeiten

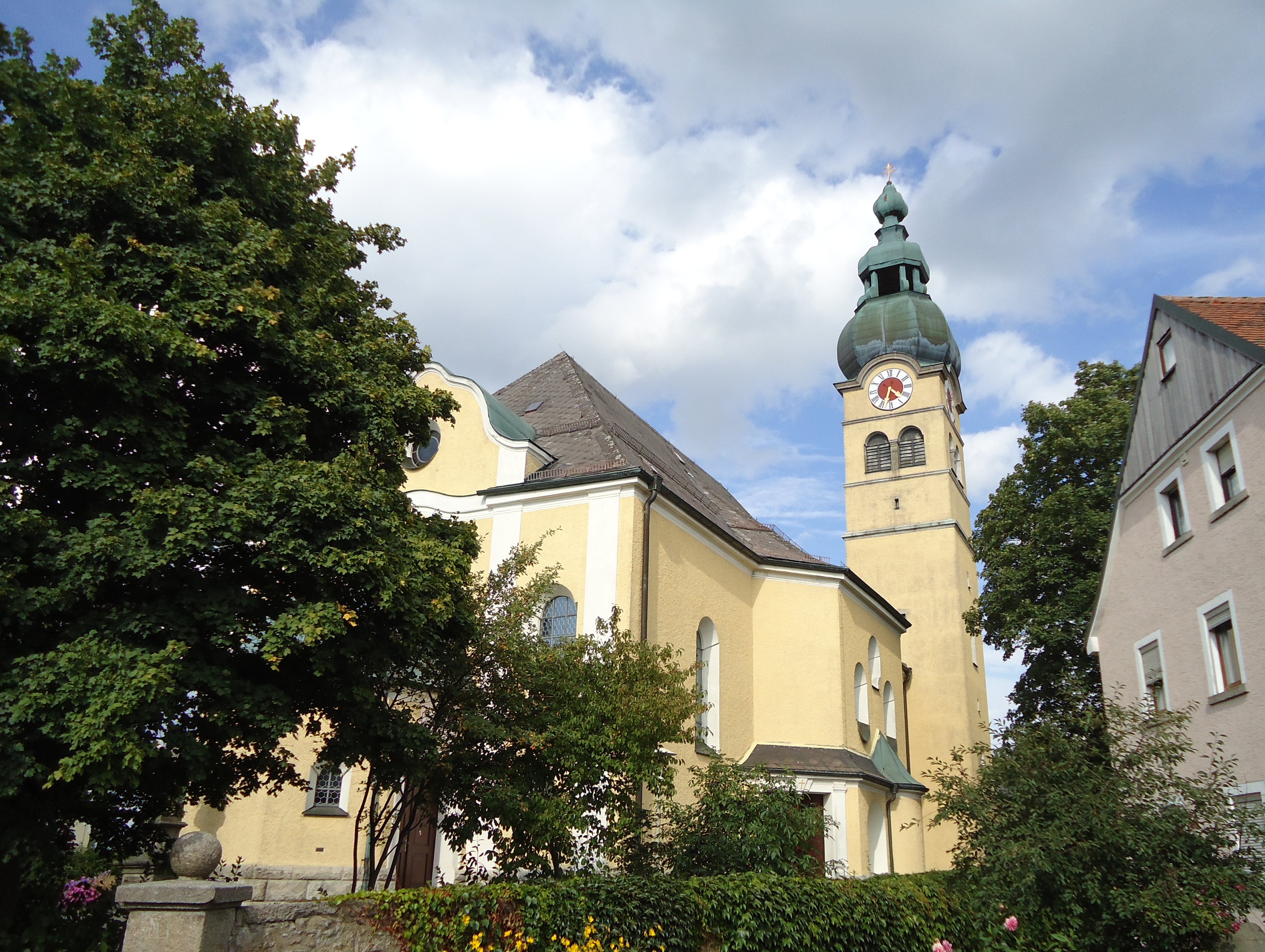
Katholische Pfarrkirche St. Georg

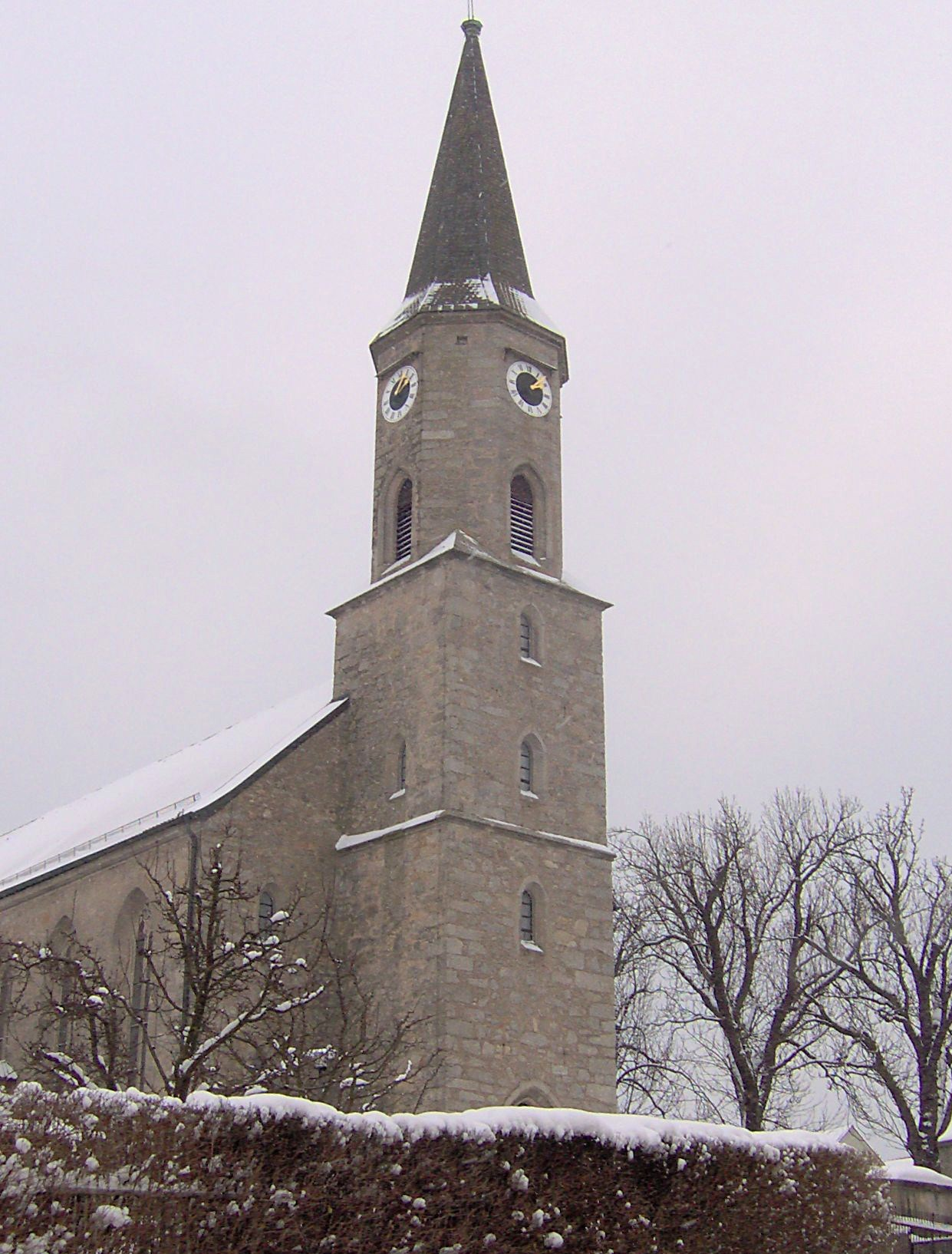
Evangelische Pfarrkirche St. Georg

### Museen
Das Glasschmelzofenbau- und Glasmuseum widmet sich dem Handwerk der Herstellung von Glasschmelzöfen, die für die Glasherstellung unverzichtbar sind und waren.
Im Rathaus kann die Krippen- und Heimatstube besichtigt werden.

### Bauwerke
- Hochwasserspeicher Liebenstein
- Burg Wildenau im Ortsteil Wildenau
- Burgruine Liebenstein
- Schloss Plößberg
- Burgstall Schönficht
- Pfarrkirche Mariä Himmelfahrt (katholisch) mit Leonhardikapelle in Beidl
- Expositurkirche St. Laurentius (katholisch) in Stein
- Pfarrkirche St. Georg (katholisch) wurde 1916 bis 1918 erbaut.
- Pfarrkirche St. Georg (evangelisch) wurde nach dem Abriss des Vorgängerbaus von 1854 bis 1855 im neugotischen Stil errichtet.
- Kapelle St. Thaddäus wurde vermutlich im Jahr 1709 erbaut.

### Naturdenkmäler
- Sulzteichstein in Beidl

### Sport und Freizeit
- Naturbadeplatz Großer Weiher
- Fußballmannschaft SV Plößberg 1946 e. V.

### Plößberger Krippen
Die Tradition des Schnitzens von Weihnachtskrippen und der zugehörigen Figuren wurde im 19. Jahrhundert von den Glasofenmauerern begründet. Sie hatten solche Krippen während ihrer Tätigkeiten in Tirol, Böhmen und Thüringen kennengelernt und schnitzten in den Wintermonaten im heimischen Plößberg. Heute verfügt fast jedes Haus über eine eigene Krippe, die über die Generationen hinweg fortgeführt, ergänzt und vererbt wird.
Seit 1970 werden im Rhythmus von fünf Jahren zahlreiche Krippen in einer Krippenschau gezeigt. Bis zum Jahr 2010 haben mehr als 150.000 Gäste die Ausstellungen besucht. Die Krippenschau des Jahres 2015 fand vom 29. November 2015 bis zum 10. Januar 2016 im Ambiente einer Karawanserei statt. Ausgestellt waren 37 Krippen in bis über 20 Quadratmeter großen, aus Naturmaterialien gestalteten Landschaften, die zum Teil mehrere hundert Figuren umfassten. Die älteste gezeigte Krippe stammte aus dem Jahr 1800.

## Wirtschaft und Infrastruktur
Lange Tradition hat in Plößberg der Bau von Glasschmelzöfen. Diese werden weltweit von Plößberger Ofenmaurern gebaut.
Auch die holzbearbeitende Industrie hat sich in den letzten Jahrzehnten stark ausgeweitet. Es gibt mehrere größere, mittelständische und kleinere Sägewerke innerhalb des Gemeindegebietes, darunter, dass 2024 größte Sägewerk in Europas der Ziegler Group, mit Firmensitz im Ort. Die Ziegler Group hatte bei Insolvenz am 20. November 2024 bis zu 3000 Arbeitsplätze, die meisten im Nordosten Bayerns. Die Süddeutsche Zeitung schrieb zur Ziegler Group „Flaggschiff der bayerischen und deutschen Holzindustrie und am Wirtschaftsstandort Oberpfalz.“
Bahnverkehr
Der Ortsteil Liebenstein erhielt 1903 einen Bahnhof an der Bahnstrecke Wiesau–Bärnau. Zwischen Tirschenreuth und Bärnau wurde der Personenverkehr auf der Schiene 1975 eingestellt, 1994 endete auch der Güterverkehr. Danach wurden die Gleise abgebaut.
Straßenverkehr
Die Staatsstraße 2173 umgeht Plößberg im Norden

## Persönlichkeiten
- Nikolaus Michael Oppel (1782–1820), Zoologe (Herpetologe) und Illustrator
- Adalbert Busl (* 1950), Heimatforscher und Grundschulrektor

## Belege
1. ↑  Gemeinden, Kreise und Regierungsbezirke in Bayern, Einwohnerzahlen am 31. Dezember 2024; Basis Zensus 2022 (Hilfe dazu)
2. ↑  Gemeinde Plößberg in der Ortsdatenbank der Bayerischen Landesbibliothek Online. Bayerische Staatsbibliothek, abgerufen am 22. April 2021.
3. ↑  Gemeinde Plößberg, Liste der amtlichen Gemeindeteile/Ortsteile im BayernPortal des Bayerischen Staatsministerium für Digitales, abgerufen am 12. Dezember 2021.
4. ↑  Gemarkungs- und Gemeindeverzeichnis. Landesamt für Digitalisierung, Breitband und Vermessung, 14. Juli 2020, archiviert vom Original (nicht mehr online verfügbar) am 2. Februar 2021; abgerufen am 1. Februar 2022.  Info: Der Archivlink wurde automatisch eingesetzt und noch nicht geprüft. Bitte prüfe Original- und Archivlink gemäß Anleitung und entferne dann diesen Hinweis.
5. ↑  Wolf-Armin Frhr. v. Reitzenstein: Lexikon bayerischer Ortsnamen. Herkunft und Bedeutung. Oberbayern, Niederbayern, Oberpfalz. München 2006, Seite 215.
6. ↑  Wilhelm Volkert (Hrsg.): Handbuch der bayerischen Ämter, Gemeinden und Gerichte 1799–1980. C. H. Beck, München 1983, ISBN 3-406-09669-7, S. 580.
7. ↑  Statistisches Bundesamt (Hrsg.): Historisches Gemeindeverzeichnis für die Bundesrepublik Deutschland. Namens-, Grenz- und Schlüsselnummernänderungen bei Gemeinden, Kreisen und Regierungsbezirken vom 27.5.1970 bis 31.12.1982. W. Kohlhammer, Stuttgart / Mainz 1983, ISBN 3-17-003263-1, S. 663 (Statistische Bibliothek des Bundes und der Länder [PDF; 41,1 MB]).
8. ↑  Bayerisches Landesamt für Statistik und Datenverarbeitung (Hrsg.): Die Gemeinden Bayerns nach dem Gebietsstand 25. Mai 1987. Die Einwohnerzahlen der Gemeinden Bayerns und die Änderungen im Besitzstand und Gebiet von 1840 bis 1987 (= Beiträge zur Statistik Bayerns. Heft 451). München 1991, DNB 920240593, OCLC 75242522, S. 85–86, urn:nbn:de:bvb:12-bsb00070717-7 (Digitalisat – Fußnoten 18 und 21).
9. ↑  Verkündung des vorläufigen Ergebnisses der Wahl des Gemeinderates am 15. März 2020. Der Wahlleiter der Gemeinde Markt Plößberg, abgerufen am 18. Dezember 2020.
10. ↑  Website Plößberg, Wahlen
11. ↑  Wappen von Plößberg in der Datenbank des Hauses der Bayerischen Geschichte
12. ↑  Das größte Sägewerk Europas ist pleite. SZ, 1. Dezember 2024, abgerufen am 10. Dezember 2024.
13. ↑  BAYSIS Kartenfenster. Abgerufen am 8. März 2024.